# Basilissa (nome)

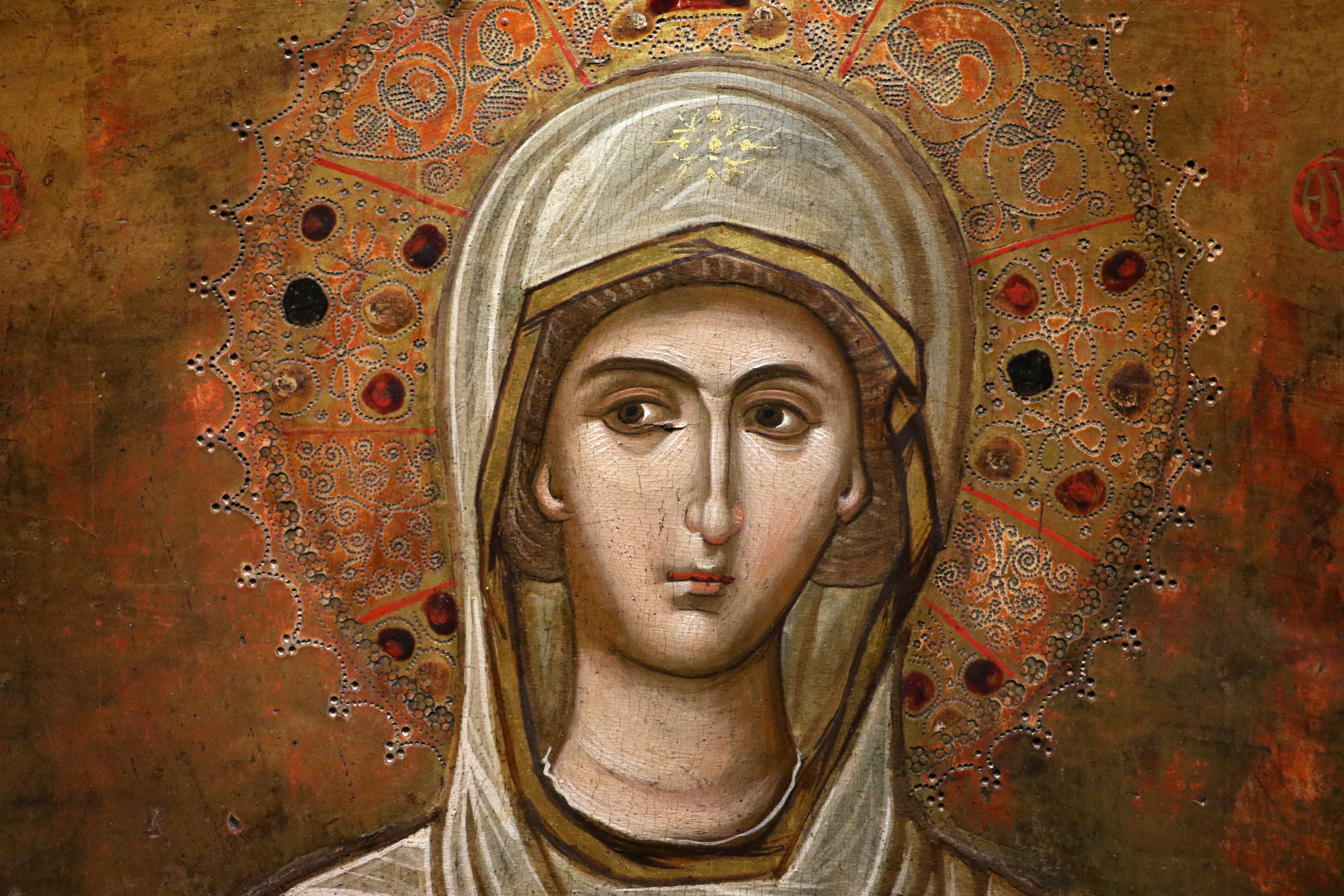
Madonna Basilissa (Pinacoteca dei Musei Vaticani)

Basilissa  è un nome proprio di persona italiano femminile.

## Varianti
- Femminili: Basilla[2]

### Varianti in altre lingue
- Basco: Basilise[3]
- Catalano: Basilissa[3]
- Francese: Basilisse
- Greco antico: Βασίλισσα (Basilissa)
- Latino: Basilissa[1]
- Polacco: Bazylisa
- Russo: Василиса (Vasilisa)
- Spagnolo: Basilisa[3]

## Origine e diffusione

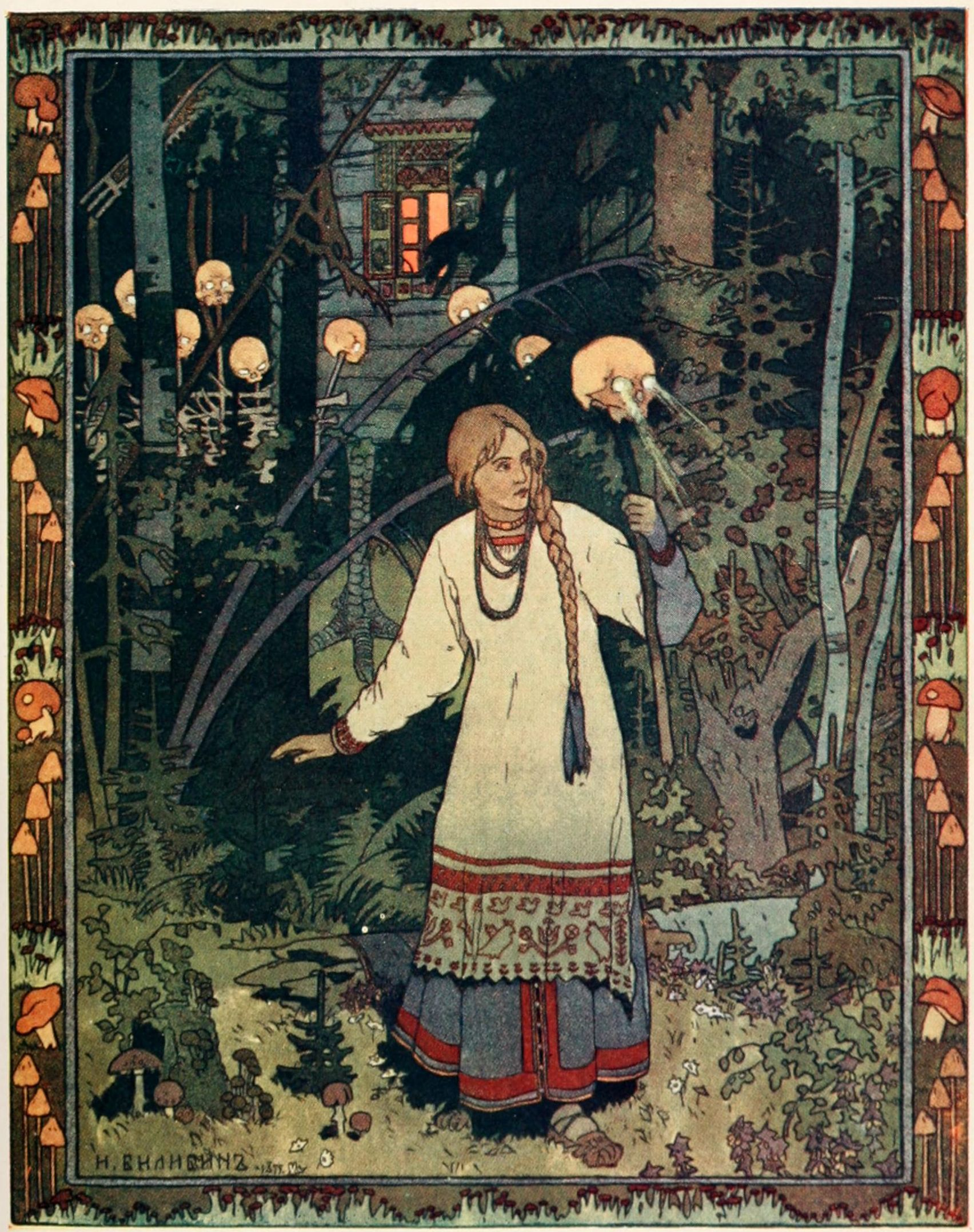
Vasilisa la Bella, illustrazione di Ivan Jakovlevič Bilibin

Nome di scarsissima diffusione, continua il greco Βασιλισσα (Basilissa), che vuol dire letteralmente "regina". Etimologicamente è il femminile di βασιλεύς (basileus, "re"), termine a cui risalgono anche i nomi Basilio, Basilide e Basilisco, pertanto talvolta Basilissa viene considerato una variante di Basilia.
Il nome è portato da Vasilisa la Bella, personaggio di una fiaba popolare russa raccolta da Aleksandr Nikolaevič Afanas'ev.

## Onomastico
L'onomastico può essere festeggiato in memoria di più sante, commemorate alle date seguenti:
- 6 o 9 gennaio, santa Basilissa, martire con il marito Giuliano e altri compagni ad Antinoe[4][5]
- 10 marzo, santa Basilissa, martire con altri compagni a Corinto[6]
- 12 marzo, santa Basilissa, martire in Asia[5]
- 22 marzo, santa Basilissa, martire con san Callinico in Galazia sotto Decio[4][5]
- 15 aprile, santa Basilissa, martire con santa Anastasia a Roma sotto Nerone[4][5]
- 16 aprile, santa Basilissa, martire con altri compagni a Corinto[7]
- 29 agosto, santa Basilla, vergine e martire a Sirmio[2][8]
- 3 settembre, santa Basilissa, fanciulla martire a Nicomedia sotto Diocleziano[4][5]
- 25 novembre, santa Basilissa, moglie di Massenzio, imperatrice, venerata dalle Chiese orientali[4]
- 5 dicembre, santa Basilissa, badessa di Öhren (Treviri)[5]

## Persone

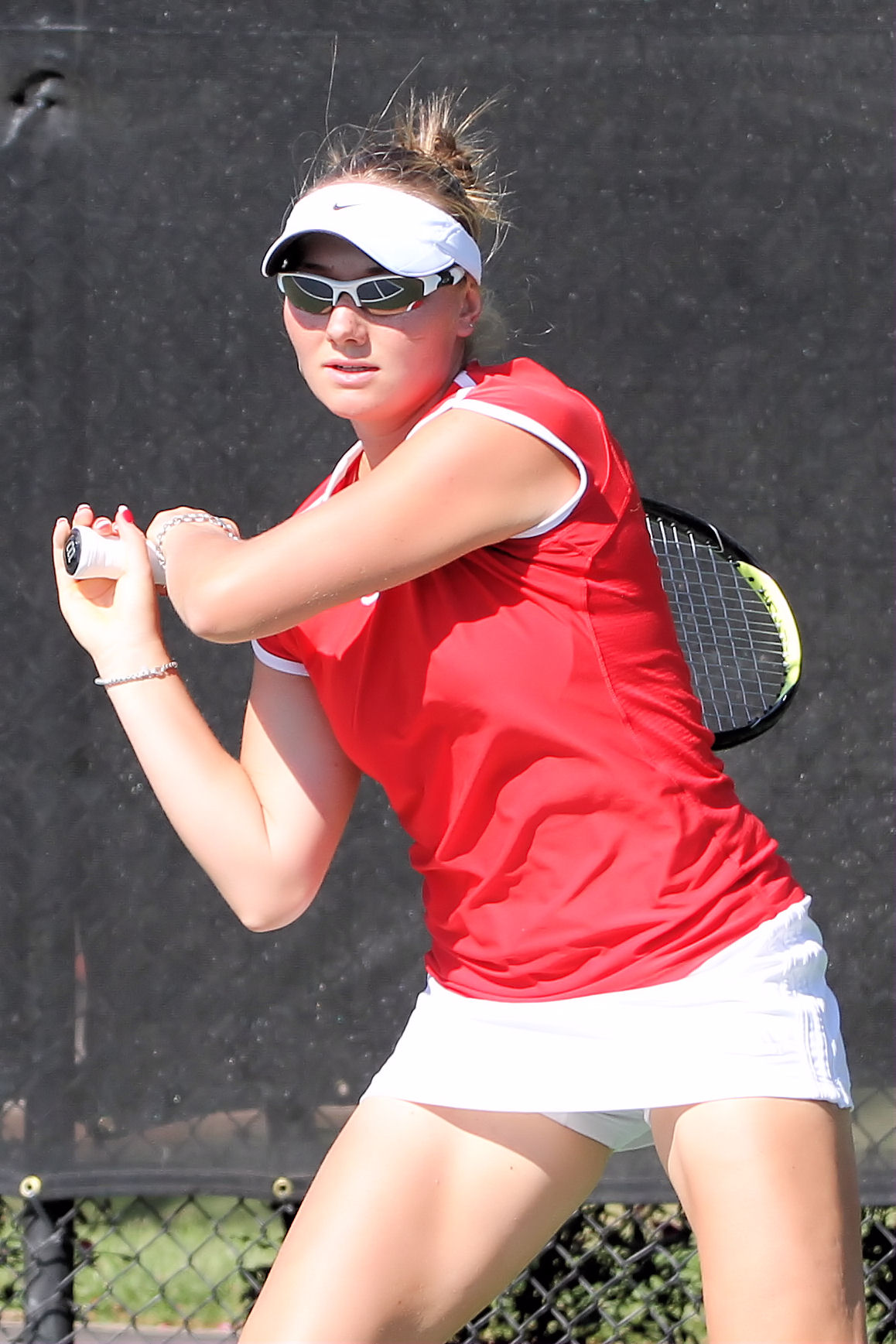
Vasilisa Bardina

- Basilissa, santa romana

### Variante Vasilisa
- Vasilisa Bardina, tennista russa
- Vasilisa Michajlovna Beržanskaja, cantante russa
- Vasilisa Stepanova, vogatrice russa

## Il nome nelle arti
- Vasilisa "Lissa" Dragomir è un personaggio dei romanzi della serie L'accademia dei vampiri, scritta da Richelle Mead, e del film da essa tratto Vampire Academy.